# Konståret 2006

## Händelser

### Januari
- 12-15 januari - FORMEX, en mässa med Design- och konsthantverk på Stockholmsmässan, hålls.

### Mars
- 2 mars-14 maj - Utställningen Konstnärspar kring sekelskiftet 1900 arrangeras på Nationalmuseum i Stockholm.

### Maj
- 11 maj-februari 2007 - Stig Lindberg-utställning på Nationalmuseum, Stockholm.

### September
- Bonniers konsthall invigs med en konstutställning

### December
- 20 december - det fotografiskt och popkonst-inriktade Abecita Corsettfabrik öppnar som privat konstmuseum i Borås.

### Okänt datum
- Rembrant 400: 2006 var det 400 år sedan Rembrandt, Nederländernas mest betydande 1600-talsmålare föddes. Under året kom olika aktiviteter att hållas för till hans minne, huvudsakligen i Leiden där han föddes 1606, och i Amsterdam där han levde och verkade under den senare delen av sitt liv.
- Prins Eugen-medaljen tilldelas Nils Kölare, målare, Gunvor Nelson, konstnär, Kennet Williamsson, keramiker, Jacob Jensen, dansk industridesigner, och Jan Olav Jensen, norsk arkitekt.
- Tomma Abts tilldelades Turnerpriset.
- Konstskolan Atelier etableras i Stockholm.

## Verk
- Douglas David – Ebb och flod.

## Utställningar

### Juni
- 17 juni-3 september - Paul McCarthy ställer ut på Moderna Museet.

## Avlidna
- 4 januari - Elis Eriksson, 99, svensk skulptör, bildkonstnär och författare.
- 29 januari - Nam June Paik, 73, koreanskfödd amerikansk videokonstnär.
- 28 mars - Pro Hart, 77, australisk konstnär.
- 14 april - Ola Pehrson (född 1964), svensk konstnär.
- 3 maj - Karel Appel, 85, nederländsk konstnär
- 9 juni - Bjørn Wiinblad (född 1918), dansk konstnär.
- 13 juni - Robert Jäppinen (född 1924), svensk konstnär
- 21 juli - Kåge Gustafson, 89, svensk tecknare.